# خوان کارلوس مورون
خوان کارلوس مورون (انگلیسی: Juan Carlos Morrone؛ زادهٔ ۵ فوریهٔ ۱۹۴۱) بازیکن فوتبال اهل آرژانتین است.
از باشگاه‌هایی که در آن بازی کرده‌است می‌توان به باشگاه فوتبال فیورنتینا، باشگاه فوتبال آولینو، باشگاه ورزشی لاتزیو، و باشگاه فوتبال فوجا اشاره کرد.